# Euceros flavescens
Euceros flavescens là một loài tò vò trong họ Ichneumonidae.